# Severino Di Giovanni
Severino Di Giovanni (Chieti, 17 de Março de 1901 – Buenos Aires, 1 de Fevereiro de 1931) foi um militante anarquista italiano radicado na Argentina, conhecido por suas ações diretas violentas contra o estado autoritário, apelidado "o Robin Hood moderno".

## Infância e juventude na Itália
Di Giovanni nasceu em 17 de Março de 1901 na região dos Abruzos, Itália, a 180 quilômetros a leste de Roma. Durante sua infância se viu fortemente impactado pelas imagens do pós-guerra (Primeira Guerra Mundial): fome, pobreza e soldados mendigando pelas ruas. Severino começou a se rebelar desde pequeno contra qualquer tipo de autoridade. Autodidata, ainda na Itália foi professor sem titulação e tipógrafo. Desde jovem teve contato com as ideias anarquistas através de textos impressos de Bakunin, Malatesta, Proudhon, Kropotkin e Élisée Reclus. Com dezenove anos ficou órfão e em 1921 — aos vinte anos — se entregou integralmente à militância anarquista. Em 1922 o fascismo de Mussolini se impôs na Itália e a censura e perseguições aos anarquistas obrigaram Severino a se exilar junto com sua família na Argentina.

## Argentina
Chega a Buenos Aires na última grande onda de imigrantes italianos, em sua maioria gente muito pobre e analfabeta. A eles dirigiria Severino a maior parte de sua propaganda política e escritos, principalmente através de seu jornal mais célebre Culmine, que escrevia durante as noites já que trabalhava como tipógrafo e operário durante o dia. Foi um momento propício em que muitos outros anarquistas italianos se organizavam na Argentina, sendo este país latino-americano aquele onde as ideias libertárias mais se propagaram. Os eventos retratados em Patagonia Rebelde, filme baseado no livro de Osvaldo Bayer, mostra a resposta do governo aos insurgentes: o massacre. Di Giovanni também participa e protesta em atos em solidariedade pela prisão e homicídio de Sacco e Vanzetti em 1927. Grande parte de sua estadia na Argentina foi uma fuga constante, tendo de se mudar continuamente de um lugar a outro do país com sua família para evitar sua prisão.

## JornalCulmine
O jornal Culmine começou a circular em Agosto de 1925. Assim sintetizava Di Giovanni o objetivo do 'Culmine':
- Difundir as ideias anarquistas entre os trabalhadores italianos
- Se contraposicionar à propaganda dos partidos políticos pseudo-revolucionários, que fazem do antifascismo uma especulação para suas futuras conquistas eleitoreiras.
- Iniciar entre os trabalhadores italianos agitações de caráter exclusivamente libertário para manter vivo o espírito de aversão ao fascismo.
- Integrar os trabalhadores italianos em todas as agitações proletárias da Argentina.
- Estabelecer uma intensa e ativa colaboração entre grupos anarquistas italianos, companheiros exilados e o movimento anarquista regional.

Foi nas páginas do mesmo jornal que Di Giovanni começou a imprimir também seus primeiros e quase desconhecidos poemas. Na 1.ª edição de Culmine, publicou o poema em prosa "Grito Noturno" (fragmento):
"Música noturna!
Pranto do universo e sorriso borbulhante de ventos lamuriosos.
Oh, quanta febre arde em tua imensa obscuridade!
Oh! Quanta alegria fazes gozar com tua dor de silêncios!
Oh, música noturna!
Gritos das trevas.
No calor sufocante da festa solar de minha juventude de ilusões, nesta noite transcorrida entre o ar fresco e o orvalho que ataviava a relva de úmidas pérolas, encontrei o descanso restaurador, e com ímpeto cantei minha canção.
Canção livre, que se unia à música dos gritos das trevas.
Cantei:
Oh, noite de mistérios, de consolos e de silêncio que pesa sobre meu espírito.
Teu peso, como o corpo de uma bela moça que se aproxima, persuade e deixa um esquecimento infinito.
E meu espírito sente de ti a dor que depois atravessa minha carne.
E pesa.
Como o corpo de uma bela moça.
E me dá voluptuosamente a posse de ti.
Oh, noite de mistérios.
Oh, noite de silêncios sem a pálida lua e a luz das estrelas.
E sozinho.
Oh, minha noite obscura, sozinho sem clarões, e em tua posse, me dás ternuras e tormentos.
E momentos de levianos desejos como uma auréola."

## Ação direta e bombas
Di Giovanni não se limitou à teoria e aos panfletos, e não foram seus escritos o motivo de sua notoriedade, mas sim suas ações diretas violentas. Ele acreditava ser a 'revolução violenta' um mal necessário, como pode ser comprovado em um trecho de sua última mensagem, escrita em sua cela poucas horas antes de ser assassinado:
[…] Não busquei afirmação social, nem uma vida acomodada, nem tão pouco uma vida tranquila. Para mim elegi a luta. Viver em monotonia as horas mofadas dos medíocres, dos resignados, dos acomodados, das conveniências, não é viver, é somente vegetar e se mover na forma ambulante um monte de carne e de ossos. À vida é necessário brindá-la com a sublime elevação do braço e da mente. Enfrentei a sociedade com suas próprias armas, sem abaixar a cabeça, por isso me consideram, e sou, um homem perigoso.
Entre os atentados terroristas associados a ele estão uma bomba em um banco e outra no consulado italiano em Buenos Aires onde morreram vários civis inocentes por acidente, o que provocou grande parte da antipatia do resto dos grupos anarquistas e sua condenação por diversos jornais. Também participou de roubos, vindo ferir gravemente um policial com um tiro no rosto num deles. O maior roubo do qual participou foi o de um caminhão pagador carregado com 286.000 pesos, que lhe permitiu realizar seu sonho de abrir sua própria gráfica.

## Captura e morte

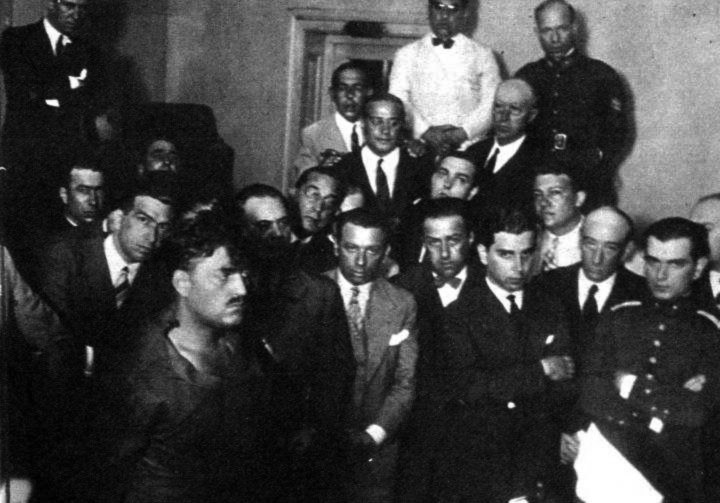
Severino Di Giovanni em seu julgamento.

Em seu último panfleto Di Giovanni escreveu "Saibam Uriburu e sua horda fuziladora que nossas balas buscarão seus corpos. Saibam o comércio, a indústria, os bancos, os latifundiários e os fazendeiros que suas vidas e posses serão queimadas e destruídas". Esta foi a gota que transbordou o copo.
Pouco tempo antes de sua prisão foi ditada a sua sentença de fuzilado, marcada para o dia seguinte, em 1 de fevereiro de 1931. Poucas horas antes de ser fuzilado pediu um café doce em sua cela. Ao provar o primeiro gole o dispensou: "Pedi com muito açúcar […] Não importa, o será da próxima vez" disse com humor ácido. Após se despedir de sua família foi levado a um pátio externo da penitenciária da rua Las Heras para ser fuzilado diante de diversas testemunhas. Entre elas encontrava-se o escritor Roberto Arlt quem, mais tarde, descreveu os últimos momentos de sua vida.
"O condenado caminha como uma pato. Os pés presos e afastados por uma barra de ferro a correntes que amarram as mãos. Atravessa uma faixa de calçamento rústico. Alguns espectadores riem. Insensatez? Nervosismo? Quem saberia! O réu se senta repousadamente no banquinho. Apoia as costas e ergue o peito. Olha para cima. Logo se inclina e parece, com as mãos abandonadas entre os joelhos afastados, um homem que cuida o fogo enquanto esquenta a água para tomar o mate. Permanece assim quatro segundos. Um sub-oficial lhe atravessa uma corda sobre o peito, para que quando os projéteis o matem não caia por terra. Di Giovanni gira a cabeça da direita para a esquerda e se deixa amarrar. É formado o bloco do pelotão de fuzilamento. O sub-oficial quer vendar o condenado. Este grita: "Venda não".
"Olha duramente para os executores. Emana vontade. Se sofre ou não, é um segredo. Mas permanece assim, teso, orgulhoso. Di Giovanni permanece reto, apoiada as costas no espaldar. Sobre sua cabeça, uma faixa de muralha cinza, se movem pernas de soldados. Enche o peito. Será para receber as balas?
— Pelotão, firme. Apontem.
A voz do réu estala metálica, vibrante:
— Viva a anarquia!

— Fogo!
Resplendor súbito. Um corpo robusto é convertido numa lâmina de papel dobrada. As balas rompem a corda. O corpo cai de cabeça na grama verde com as mãos tocando os joelhos. O clarão do tiro final.
As balas haviam escrito a última palavra no corpo do réu. O rosto permanece sereno. Pálido. Os olhos entreabertos. Um ferreiro martela aos pés do cadáver. Remove os rebites dos grilhões e da barra de ferro. Um médico o observa. Certifica-se de que o condenado está morto. Um senhor, que tinha vindo de fraque e com sapatos de baile, se retira com a cartola sobre a cabeça. Parece que saíra do cabaret. Outro diz uma má palavra.
Vejo quatro rapazes pálidos como mortos e desfigurados que mordem os próprios lábios; são: Gauna, do La Razón, Álvarez, do Última Hora, Enrique González Tuñón, da Crítica e Gómez do El Mundo. Eu estou como bêbado. Penso nos que estavam rindo. Penso que a entrada da Penitenciaria deveria ser colocado um cartaz dizendo:
— Está proibido rir

— Está proibido entrar com sapatos de baile”
Di Giovanni tinha 29 anos quando foi fuzilado. Seus restos permanecem enterrados no cemitério de La Chacarita.

## Curiosidades
- Existe atualmente no Chile um grupo anarquista de ação direta responsável por vários atentados contra o estado chileno com o nome de Severino Di Giovanni.

Bibliografia
- Bayer, Osvaldo. Severino Di Giovanni, el idealista de la violencia. Buenos Aires: Galerna, 1970.
- Noble, Cristina. Severino Di Giovanni, Pasión Anarquista. Buenos Aires: Ed. Capital Intelectual, 2006.
- Giovanni, Severino Di. Grito Noturno/Grito Nocturno. HQ de Aline Daka. Trad. Gleiton Lentz. (n.t.) Revista Literária em Tradução, n.º 5, set. 2012, pp. 370–374. ISSN 2177-5141